# Divaena haywardi
Divaena haywardi là một loài bướm đêm trong họ Noctuidae.